# دون بارسونز (لاعب هوكي الجليد)
دون بارسونز (بالإنجليزية: Don Parsons)‏ هو لاعب هوكي الجليد أمريكي، ولد في 17 يناير 1969 في بوسطن في الولايات المتحدة.

## وصلات خارجية
- دون بارسونز على موقع دوري الهوكي الوطني (الإنجليزية)
- دون بارسونز على موقع EliteProspects.com (الإنجليزية)
- دون بارسونز على موقع HockeyDB.com (الإنجليزية)